# 後方司令部 (以色列)
後方司令部（希伯來語：‎ ，转写： Pikud HaOref ），通常缩写为Pakar，是以色列国防军（IDF）的区域指挥部，負責民事防護。司令部創建於1992年，作為對當時波斯灣戰爭的應對政策。